# Sigríður Á. Andersen
Sigríður Ásthildur Andersen, née le 21 novembre 1971, est une femme politique et avocate islandaise qui a été ministre de la Justice d'Islande de 2017 à 2019,,. Elle a démissionné de ce poste après que la Cour européenne des droits de l'homme a jugé illégale sa nomination de juges à la cour d'appel islandaise,.
Elle est membre du parlement islandais (Althing) pour le Parti de l'indépendance depuis 2015.

## Éducation et carrière
Sigríður est diplômée du Reykjavik Junior College en 1991, a étudié le droit à l'Université d'Islande et est devenue avocate en 2001. De 1999 à 2005, elle a travaillé comme avocate à la Chambre de commerce islandaise, a siégé au Conseil des tribunaux de district de 2004 à 2009, puis a travaillé dans un cabinet d'avocats privé de 2007 à 2015.
Elle a été députée du Parti de l'indépendance pendant une courte période en 2008 et pendant quelques mois en 2012-2015. Elle est ensuite devenue députée élue en 2015.

## Controverses
Sigríður a été une figure controversée pendant son mandat de ministre de la Justice. Elle a joué un rôle central dans la controverse entourant la réhabilitation d'un délinquant sexuel condamné qui a conduit à la dissolution du Gouvernement Benediktsson en 2017,.
En 2017, elle n'a pas suivi les recommandations d'un comité spécial sur la liste des juges les plus qualifiés pour la nouvelle cour d'appel islandaise et en a plutôt sélectionné quatre, dont l'épouse de son collègue parlementaire du Parti de l'indépendance Brynjar Níelsson. Le 12 mars 2019, la Cour européenne des droits de l'homme a jugé que les nominations avaient été effectuées illégalement. Le 13 mars 2019, à la suite du jugement, Sigríður a annoncé qu'elle démissionnerait de son poste de ministre de la Justice.